# Knoephla
Le knoephla, également orthographié knephla, est un type de boulette, couramment utilisé dans les soupes. Le mot est apparenté au mot dialectal allemand moderne Knepfle, qui signifie « petit bouton ». La soupe traditionnelle knoephla est une soupe épaisse au poulet et aux pommes de terre, presque au point d'être un ragoût. Elle est particulièrement courante dans les États américains du Minnesota, du Dakota du Sud et du Dakota du Nord, où les émigrants allemands de l'Empire russe se sont installés en grand nombre. Il existe différentes versions de ce plat, bien que la version du Dakota du Nord ne contienne généralement que des pommes de terre et des boulettes,.